# Uppstad
Uppstad (gammalsv. upstadher), egentlig en uppe i landet belägen stad betegner på svensk en stad, som alene måtte bedrive indenrigshandel og skibsfart og ikke havde rettigheder til at bedrive import og eksport (det vil sige udenrigshandel).
I 1610'erne indførtes under Gustav 2. Adolfs regering nye handelsregler, som blandt andet indbefattede indførelsen af accise (svensk: landtull) ved indførsel af varer fra landdistrikterne til byerne. Samtidigt blev al handel på landbygden forbudt, fraset visse godkendte markeder og specielt udsete håndværkere i sognene.
Samtidig reguleredes udenrigshandelen, og eksport blev her efter kun tilladt visse særskilt udsete byer, byer uden denne særret blev kaldt for uppstäder. Reguleringen blev skridt for skridt afviklet i løbet af 1700-tallet frem til 1765.
Byer, som havde ret til udenrigshandel, blev kaldt for stapelstäder (og rettigheden blev kaldt for stapelstadsrätt). Senere kom adskillelsen mellem uppstäder og stapelstäder alene til at bestå i, at de sidstnævnte havde lov til tolddeklarering.
Større svenske uppstäder var blandt andet Västerås og Uppsala.

## Svenske uppstäder
Svenska uppstäder var blandt andre:
- Uppsala
- Västerås
- Arboga
- Borås
- Enköping
- Kristinehamn
- Lund
- Mariefred
- Motala
- Sigtuna
- Södertälje
- Åmål
- Örebro (stapelstad fra 24. april 1896)